# Yamada Nagamasa
Yamada Nagamasa (山田 長政?  1590-1630) fue un aventurero japonés que ganó una influencia considerable en el Reino de Ayutthaya a principios del siglo XVII y se convirtió en el gobernador de la provincia de Nakhon Si Thammarat, que se encuentra en la península de Malaca en el actual sur de Tailandia.
Desde 1617 hasta su muerte en 1630, Yamada Nagamasa fue jefe de la aldea tailandesa denominada Ban Yipun ("aldea japonesa" en tailandés). Este pueblo estaba dentro de la ciudad de Ayutthaya (la ciudad capital del Reino de Ayutthaya). Ban Yipun era el hogar de aproximadamente 1000 ciudadanos japoneses y estaba encabezado por un jefe japonés que fue designado por las autoridades de Ayutthayan. Sus habitantes eran una combinación de comerciantes, cristianos conversos que habían huido de su país de origen tras las persecuciones de Toyotomi Hideyoshi, Tokugawa Ieyasu y Rōnin (ex samuráis desempleados) que habían estado en el bando perdedor en la batalla de Sekigahara (1600) o el Asedio de Osaka (1614-15). La comunidad cristiana parece haber sido de cientos, como lo describe el padre António Francisco Cardim, quien relata haber administrado los sacramentos a alrededor de 400 cristianos japoneses en 1627 en la ciudad de Ayutthaya.

## Primeros años
Yamada Nagamasa nació en Numazu, Shizuoka en 1590. Se dice que fue portador de un palanquín del señor de Numazu. Se involucró en las actividades comerciales japonesas con el sudeste asiático durante el período de los shuinsen y se estableció en el Reino de Ayutthaya (actual Tailandia) alrededor de 1612. 

## Carrera
Se alega que Yamada Nagamasa llevó a cabo el negocio de un corsario desde el período de 1620, atacando y saqueando barcos holandeses en Batavia y sus alrededores (actual Yakarta). Las historias de Yamada enterrando su tesoro en la costa este de Australia (y en particular, en la Isla Magnética frente a Townsville) persisten, pero es muy poco probable que Yamada se hubiera aventurado en esa área ya que no había rutas comerciales en esta región y los únicos barcos a aventurarse a esta región fueron los que se desviaron de su curso durante las tormentas de verano. Además, Yamada habría pasado miles de islas en el Estrecho de Torres y el Mar de Coral y estas habrían brindado seguridad para cualquier tesoro y evitado un viaje de recuperación muy largo en el futuro. 
La colonia de Ban Yipun se dedicaba al comercio, en particular a la exportación de piel de ciervo a Japón a cambio de plata y artesanías japonesas (espadas, cajas lacadas, papeles de alta calidad). Los japoneses fueron reconocidos por los holandeses por desafiar el monopolio comercial de la Compañía Holandesa de las Indias Orientales (Vereenigde Oost-Indische Compagnie). La colonia también tuvo un papel militar importante en el Reino de Ayutthaya. 

## Participación militar y señorío

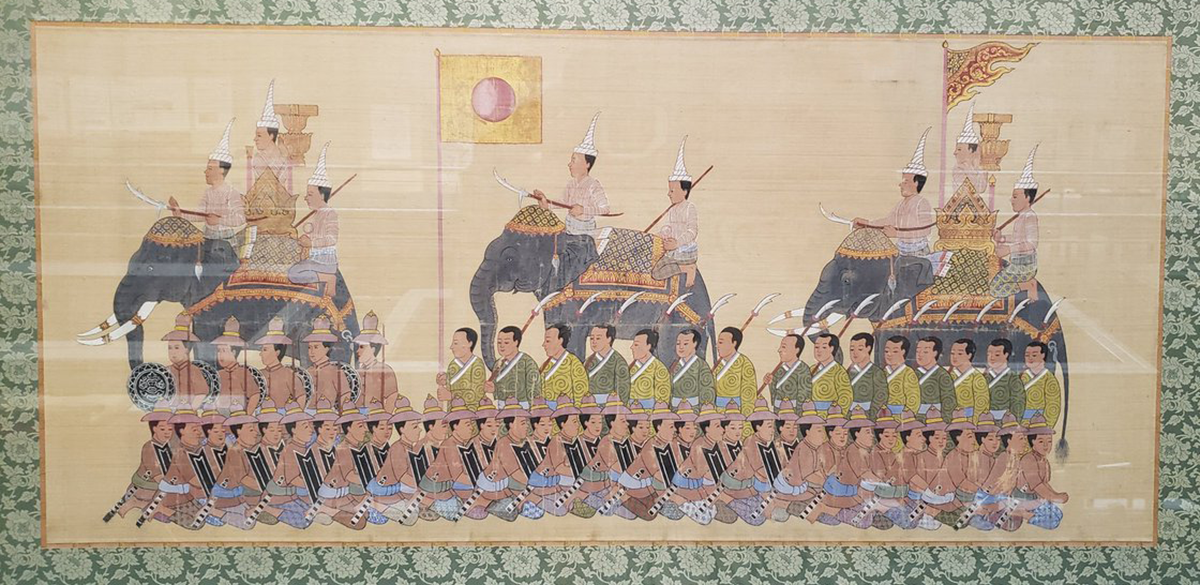
El ejército de Yamada Nagamasa en el Reino de Ayutthaya

La colonia japonesa fue muy valorada por su experiencia militar y fue organizada bajo un "Departamento de Voluntarios Japoneses" (Krom Asa Yipun) por el Rey de Ayutthaya. 
En el espacio de 15 años, Yamada Nagamasa ascendió del rango de la baja nobleza tailandesa de Khun al mayor de Ok-ya, convirtiendo su título en Ok-ya Senaphimuk (Tailandés: ออกญา เส นาภิ มุข). Se convirtió en el jefe de la colonia japonesa, y en este puesto apoyó las campañas militares del rey Songtham, al frente de un ejército japonés que enarbolaba la bandera japonesa. Luchó con éxito, y finalmente dominó Ligor (moderno Nakhon Si Thammarat), en el sur de la península en 1630, acompañado por 300 samuráis.

## Viaje entre Siam y Japón

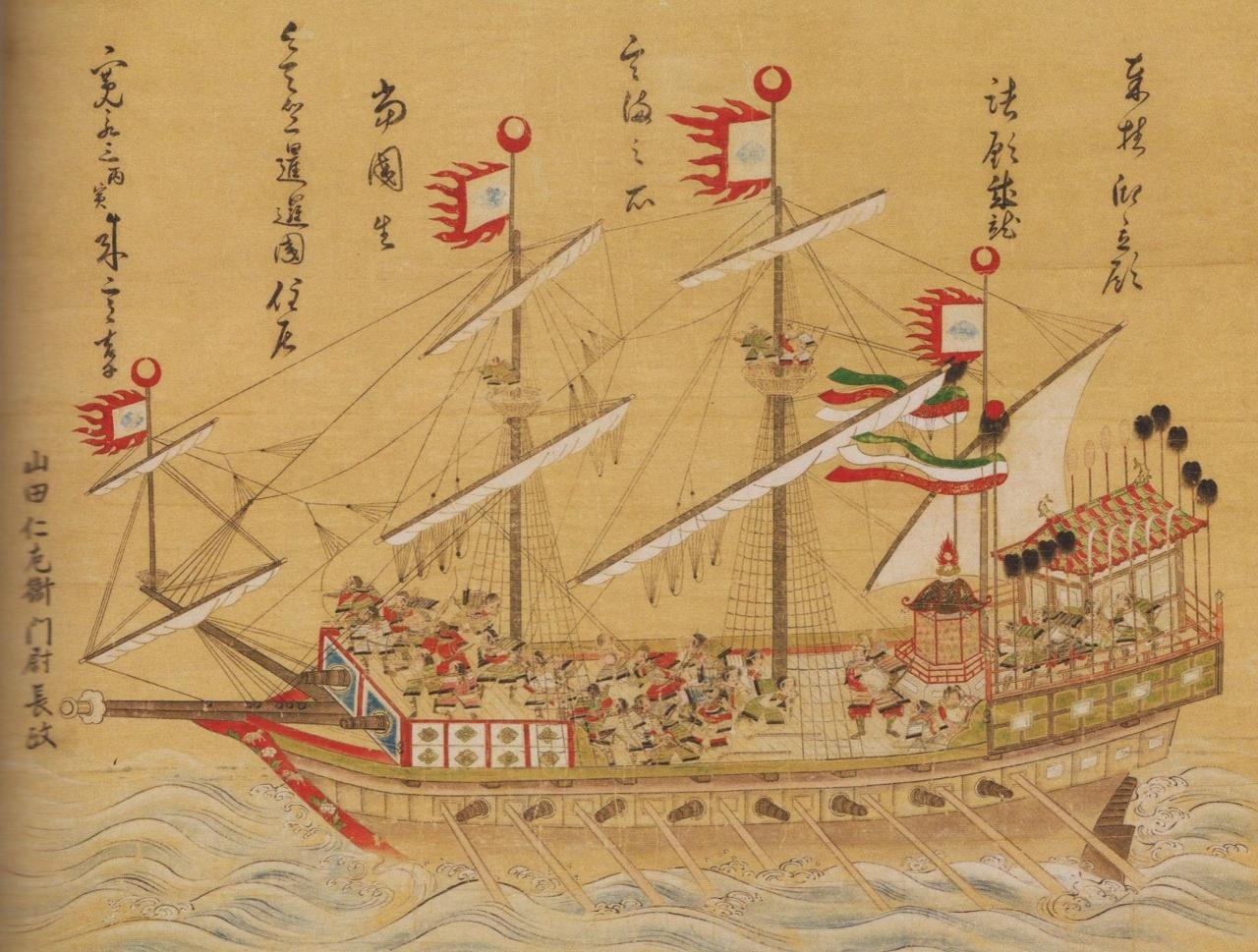
Barco de combate de Yamada Nagasama, pintura del

Después de más de 12 años en Siam, Yamada Nagamasa fue a Japón en 1624 a bordo de uno de sus barcos, donde vendió un cargamento de piel de ciervo siamés (de Siam) en Nagasaki. Permaneció en Japón durante tres años, tratando de obtener un permiso de sello rojo, pero finalmente se fue en 1627, con el simple estado de un barco extranjero. 
En 1626, Nagamasa ofreció una pintura de uno de sus barcos de combate a un templo de su ciudad natal en Shizuoka. Esa pintura se perdió en un incendio, pero una copia permanece hasta el día de hoy. Representa un barco con aparejos de estilo occidental, 18 cañones y marineros con equipo de samurái. Regresó a Siam en 1627. 
En 1628, uno de sus barcos que transportaba arroz desde Ayutthaya a Malaca fue arrestado por un buque de guerra holandés que bloqueaba la ciudad. El barco fue liberado una vez que quedó clara la identidad del propietario, ya que los holandeses sabían que el rey de Siam tenía a Yamada en un gran respeto y no deseaban entrar en un conflicto diplomático. Yamada también fue valorado por los holandeses como proveedor de piel de ciervo, y lo invitaron a comerciar más en Batavia.

## Muerte
En 1629, Yamada Nagamasa visitó Japón con una delegación del rey Songtham. 
Pronto viajó de regreso a Siam, pero se vio envuelto en una guerra de sucesión tras la muerte del rey Songtham por Prasat Thong. Prasat Thong había actuado como "hacedor de reyes" antes de asumir el trono, realizando el doble regicidio de los hijos del rey Songtham. Yamada u Okya Seniphimok, se enteraron del golpe en Ayutthaya y se rebelaron. Prasat Thong hizo que Praya Chaiya lo envenenara en 1630, y luego expulsó a los japoneses restantes.

## Fin de las relaciones entre Siam y Japón
Tras la muerte de Yamada en 1630, el nuevo gobernante y rey usurpador de Siam, Prasat Thong (1630-1655) envió un ejército de 4000 soldados para destruir el asentamiento japonés en Ayutthaya, pero muchos japoneses lograron huir al Reino Khmer. Unos años más tarde, en 1633, los repatriados (300-400 japoneses) de Indochina pudieron restablecer el asentamiento japonés en Ayutthaya. 
A partir de 1634, el shōgun, informado de estos problemas y lo que percibió como ataques a su autoridad, se negó a emitir más permisos para barcos shuinsen para Siam. 
Deseoso de renovar el comercio, el rey de Siam envió un barco comercial y una embajada a Japón en 1636, pero las embajadas fueron rechazadas por el shogun, poniendo así fin a las relaciones directas entre Japón y Siam. Japón se estaba cerrando al mismo tiempo al mundo en ese momento, un período conocido como Sakoku. 
Los holandeses aprovecharon la retirada japonesa, aumentando su comercio y ofreciendo apoyo naval. Japón perdió influencia durante 300 años después de ser expulsado por Prasat Thong.

## Monumento
Yamada ahora descansa en su ciudad natal en el área de Otani. Los restos de los barrios japoneses en Ayutthuya todavía son visibles para los visitantes, así como una estatua de Yamada con uniforme militar de Siam. 

## Adaptaciones cinematográficas de la vida de Yamada
- El Gaijin (山 田長政 王者 の 剣) - 1959
- Cruz del Sur: La Extraña Fistoria de Cornelia Oyuki y Nagamasa Yamada (南十字 星 コ ル ネ リ ア お 雪 異 聞 わ た し の 山 田長政) (película para televisión) - 1978
- Yamada: El samurái de Ayothaya - 2010